# 요시나리역
요시나리역(일본어: 吉成駅)은 일본 도쿠시마현 도쿠시마시에 위치한 시코쿠 여객철도 고토쿠 선의 철도역이다. 역 번호는 T02이며, 상대식 승강장 2면 2선의 구조를 갖춘 지상역이다.

## 이용 현황
| 연도     | 하루 평균 | 연도     | 하루 평균 |
| 1995년도 | 504       | 2003년도 | 300       |
| 1996년도 | 482       | 2004년도 | 308       |
| 1997년도 | 460       | 2005년도 | 335       |
| 1998년도 | 394       | 2006년도 | 321       |
| 1999년도 | 310       | 2007년도 | 326       |
| 2000년도 | 332       | 2008년도 | 322       |
| 2001년도 | 325       | 2009년도 | 296       |
| 2002년도 | 310       | 2010년도 | 317       |
| -------- | --------- | -------- | --------- |

## 역 주변
- 세이코 가쿠엔 중·고등학교

## 역사
- 1916년 7월 1일 : 아와 전기 궤도(후의 아와 철도)의 역으로서 개업.
- 1933년 7월 1일 : 아와 철도 국유화.
- 1935년 3월 20일 : 이 역 - 사코 간 개업. 동시에 이 역 - 후루카와 간 폐지.
- 1987년 4월 1일 : 일본국유철도 분할 민영화에 의해, 시코쿠 여객철도가 승계.

## 인접 역
| 시코쿠 여객철도           | 시코쿠 여객철도 | 시코쿠 여객철도               |
| ------------------------- | --------------- | ----------------------------- |
| T 03 쇼즈이 다카마쓰 방면 | 고토쿠 선       | 사코 T 01, B 01 도쿠시마 방면 |